# Izumiya
Izumiya (イズミヤ) és una cadena de supermercats japonesa radicada principalment a la prefectura d'Osaka, a la regió de Kansai. La seu de l'empresa es troba al districte de Nishinari, a la ciutat d'Osaka.
El 2014 l'empresa va ser adquirida per H2O Retailing, una companyia relacionada amb Hankyū i que gestiona diversos grans magatzems, convertint-la en subsidiària del grup i augmentant l'oferta d'aquest a Kansai.